# Murščak
Murščak – wieś w Słowenii, w gminie Radenci. W 2018 roku liczyła 144 mieszkańców.